# Erebia clisura
Erebia clisura är en fjärilsart som beskrevs av Hans Fruhstorfer 1917. Erebia clisura ingår i släktet Erebia och familjen praktfjärilar. Inga underarter finns listade i Catalogue of Life.